# Näringslivets skattedelegation
Näringslivets skattedelegation är en organisation bildad 1918 för att tillvarata näringslivets intressen i skattepolitiken. Huvudmännen är Fastighetsägarna Sverige, Svenskt Näringsliv, Stockholms Handelskammare, Svensk Försäkring och Svenska Bankföreningen. Näringslivets skattedelegation är officiell remissinstans i skattefrågor. Ordförande är Caroline af Ugglas.
Delegationens ledande tjänsteman kallas Näringslivets skattesakkunnige (tidigare Industriens skattesakkunnige). Nuvarande innehavare av titeln är Johan Fall. Tidigare innehavare är bland andra Sven-Olof Lodin, Krister Andersson och Dag Helmers.
Näringslivets skattedelegation delar varje år ut ett journalistpris på 100 000 kronor till den person som gjort bäst insatser för att öka intresset och förståelsen för skatternas betydelse för ekonomin i ett samhälls-, företags- och individperspektiv. Pristagare är Eva-Lena Ahlqvist (2009), P.J. Anders Linder (2010), Kristina Gauthier Reberg (2011), Eric Erfors (2012), Tobias Wikström (2013), Petter Birgersson (2014), Marie Edholm och Hans Strandberg, båda på Dagens Arbete (2015), Per Gudmundson, Svenska Dagbladet (2016), Martin Tunström‚ Barometern (2017), Lotta Engzell-Larsson, Dagens Industri (2018).

## Näringslivets skattesakkunnige
Positionen instiftades 1942 och kallades då Industriens skattesakkunnige. Namnbyte till nuvarande skedde cirka 1990.
- Einar Sivert (1942–1959)
- Dag Helmers (1959–1985)
- Arne Gustafson (1985–1986)
- Sven-Olof Lodin (1986–1998)
- Krister Andersson (1998–2016)
- Johan Fall (2016–)